# Piero Liatti

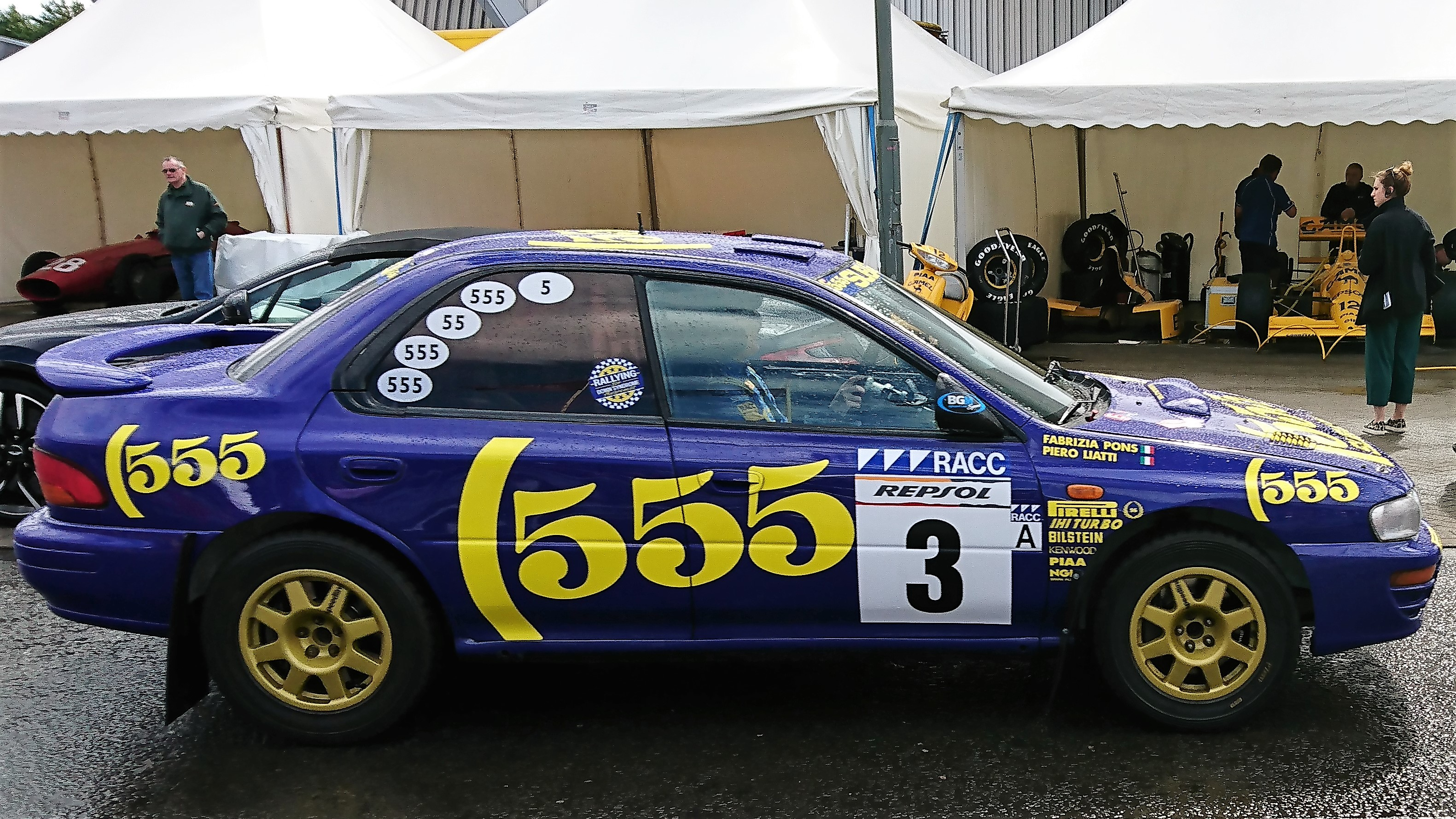
El Subaru Impreza amb el que Liatti finalitza cinquè del Campionat Mundial de Ral·lis de 1996.

Piero Liatti (Biella, Itàlia; 7 de març de 1962) fou un pilot de ral·lis italià que va disputar durant molts anys el Campionat Mundial de Ral·lis. La seva especialitat eren els ral·lis sobre asfalt com els de Monte-Carlo, Catalunya, San Remo o Còrsega. Per altra banda, l'any 1991, amb un Lancia Delta Integrale 16V, va guanyar el Campionat Europeu de Ral·lis.
La seva carrera al Campionat Mundial de Ral·lis conduint un Lancia Delta privat, després un Subaru Impreza. Va conduir un Subaru privat fins al 1994 quan va entrar a l'equip de Subaru oficial, en el qual hi va estar fins al 1998. Després va pilotar per SEAT, Ford i Hyundai, fins que es va retirar el 2004.
El seu millor resultat al Campionat Mundial de Ral·lis és un cinquè lloc a la temporada del 1996, amb 56 punts. Dins del Mundial aconseguí una única victòria, imposant-se al prestigiòs Ral·li de Monte-Carlo de 1997 amb un Subaru Impreza WRC 97.
Dins del Campionat Europeu de Ral·lis va aconseguir, a més del títol de 1991, un total de quinze victòries a diferents proves, algunes de força prestigi com el Ral·li de Sanremo, el Ral·li Vinho da Madeira, el Ral·li de Polònia o el Ral·li d'Alemanya.

## Victòries al WRC
| # | Ral·li                | Any  | Copilot       | Vehicle               |
| - | --------------------- | ---- | ------------- | --------------------- |
| 1 | Ral·li de Monte-Carlo | 1997 | Fabrizia Pons | Subaru Impreza WRC 97 |